# 猫池
貓池是一個可以一次同時收發多條簡訊的電話數據機的俗稱。「貓池」這個名稱源於英語的縮寫（發音尤如中文的「貓」）以及（「池」）的直譯。貓池擁有通信模組，根據不同的型號，貓池可以同時插上8、16或128張SIM卡並同時收發簡訊。